# Междурек
Междурек (изписване до 1945 година: Междурѣкъ; на гръцки: Μελισσουργειό, Мелисургио, катаревуса Μελισσουργειόν, Мелисургион, до 1926 година Μουζδερέκ, Муздерек) е село в Егейска Македония, Гърция, дем Кукуш (Килкис) на административна област Централна Македония. Селото има население от 111 души (2001).

## География
Селото е разположено североизточно от Кукуш (Килкис), в западното подножие на Карадаг (Мавровуни).

## История

### В Османската империя
В османски обобщен данъчен списък на немюсюлманското население от вилаета Тимур Хисаръ̀ от 1616 – 1617 година селото е отбелязано като Междарек с 11 джизие ханета (домакинства). Според документ от 1625 година Междарек има 14 ханета.
В XIX век Междурек е българско село в каза Аврет Хисар (Кукуш) на Османската империя. Църквата „Свети Георги“ е изградена в 1834 година. В „Етнография на вилаетите Адрианопол, Монастир и Салоника“, издадена в Константинопол в 1878 година и отразяваща статистиката на населението от 1873 година, Муждерек (Moujderek) е посочено като селище с 55 домакинства, като жителите му са 22 мюсюлмани и 236 българи.
В 1894 година Гоце Делчев създава в селото комитет на ВМОРО, в който влизат четирима души, сред които Димитър Андонов Попов. По-късно учителят Никола Манолев разширява българския революционен комитет в Междурек, като привлича 30 души. След него Христо Чернопеев организира цялото село.
Според статистиката на Васил Кънчов („Македония. Етнография и статистика“) в 1900 година селото има 500 жители българи християни.
Населението на селото е под върховенството на Българската екзархия. По данни на секретаря на Екзархията Димитър Мишев („La Macédoine et sa Population Chrétienne“) в 1905 година Междорек (Mejdorek) е село с 680 жители българи екзархисти и в него работи българско училище с 1 учител и 30 ученици.
При избухването на Балканската война в 1912 година 15 души от Междурек са доброволци в Македоно-одринското опълчение.

### В Гърция
В 1913 година след Междусъюзническата война селото попада в Гърция. Част от населението му се изселва в България и на негово място са настанени гърци бежанци. През 1926 години селото е прекръстено на Мелисургион. В 1928 година селото е изцяло бежанско с 53 семейства и 177 жители бежанци.

## Личности
Родени в Междурек
- Андон Кротев, български революционер, участник в Илинденско-Преображенското въстание, баща на Иван Кротев
- Борис Митов Иванов (1912 – 1945), български военен деец, подофицер, загинал през Втората световна война[11]
- Гоце Междуречки (1877 – 1941), войвода на ВМОРО, македоно-одрински опълченец
- Георги Наков Каранаков Георгиев (1871 – след 1943), български революционер[12]
- Георги Даскалов (1895 – 1969), български партизанин и кмет на Хасково
- Григор Георгиев Пецов (1892 – 1915), македоно-одрински опълченец, 1 рота на 3 солунска дружина[13] Загинал през Първата световна война.[14]
- Данаил Христов (1883 – ?), македоно-одрински опълченец, Кукушка чета, 4 рота на 15 щипска дружина[15]
- Димитър Андонов Попов (1871 – след 1943), български революционер
- Доне Трайков (1892 – ?), македоно-одрински опълченец, 3 рота на 3 солунска дружина[16]
- Иван Кротев (1892 – 1981), български юрист, общественик и писател
- Кирил Христов (1885/1886 – ?), македоно-одрински опълченец, Кукушката чета, 1 рота на 13 кукушка дружина[17]
- Киро Георгиев, македоно-одрински опълченец, 3 рота на 3 солунска дружина, ранен на 5 юли 1913 година, носител на орден „За храброст“ IV степен[18]
- Константин Гоцев (Костадин Гьорев), македоно-одрински опълченец, 2 рота на 3 солунска дружина[19]
- Коце Стоев (1892 – ?), македоно-одрински опълченец, 3 рота на 3 солунска дружина[20]
- Мито Христов (1885/1886 – ?), Кукушката чета, 2 рота на 13 кукушка дружина[21]
- Никола Гърков (1887 – ?), македоно-одрински опълченец, 2 рота на 13 кукушка дружина[22]
- Никола Митов (Кольо Митров, 1884 – ?), македоно-одрински опълченец, Кукушка чета, 1 рота на 13 кукушка дружина[23]
- Петър Николов (1882 – ?), македоно-одрински опълченец, Кукушката чета[24]
- Петър Попов Николов (1881 – 1913), македоно-одрински опълченец, 1 рота на 13 кукушка дружина, загинал на 9 юли 1913 година[24] Загинал на 9 юли 1913 година.[25]
- Стойчо Димитров Цукев, български комунист, роден на 9 април 1897, член на БКП от 1919 година, в СССР от 1933 година, арестуван в 1935 година от органите на НКВД и заточен в Алма Ата, завърнал се в България през 1947 година, обявен за активен борец, починал в 1969 година[26]
- Стоян Междуречки, български революционер, деец на ВМОРО, починал преди 1918 г.[27]
- Христо Иванов (1873 – ?), македоно-одрински опълченец, 3 рота на 4 битолска дружина[28]
- Христо Иванов, македоно-одрински опълченец, 2 рота на 3 солунска дружина[28]

Свързани с Междурек
- Петър Междуречки (1934 – 2018), кмет на София, по произход от Междурек